# Tetrahymena
Tetrahymena é um gênero de protozoários ciliados não patogênicos de vida livre cujos integrantes são encontrados principalmente em água fresca. As espécies Tetrahymena thermophila e Tetrahymena pyriformis são amplamente utilizadas em pesquisas medicinais e biológicas.

## Ciclo de Vida
O ciclo de vida da T. thermophila é constituído por uma alternância entre fases sexuadas e assexuadas. Em ambientes favoráveis e ricos em nutrientes, as células reproduzem-se por bipartição de forma assexuada. Esse tipo de divisão celular resulta no desenvolvimento de conjuntos duplicados de estruturas celulares, um para cada célula-filha. Apenas quando há escassez de alimento é que as células irão reproduzir-se sexuadamente conjuntamente com outra célula de sexo oposto. A T. thermophila possui sete tipos de sexos diferentes, cada um dos quais capaz de se reproduzir com qualquer um dos outros seis, sem preferência.
T. thermophila diferencia o seu genoma em dois tipos de núcleos, o macronúcleo, responsável por regular o metabolismo celular, e o micronúcleo, cujo genoma permanece silenciado a maior parte do tempo, servindo apenas para a reprodução sexual. O micronúcleo contém 5 pares de cromossomas que codificam a informação genética que é transmitida pela célula para os seus descendentes. Durante a conjugação sexual, os micronúcleos haplóides de cada célula, decorrentes da divisão meiótica de cada micronúcleo original, fundem-se, levando à criação de novos micronúcleos e macronúcleos em cada uma das células. As duas células começam por formar poros na sua zona de junção, permitindo a troca mútua de proteínas, RNA e, eventualmente os produtos da meiose dos micronúcleos. O processo leva cerca de 12 horas a 30 °C, mas ainda mais que isso a temperaturas mais baixas.